# Observatorio Astrofísico Nacional de Tonantzintla

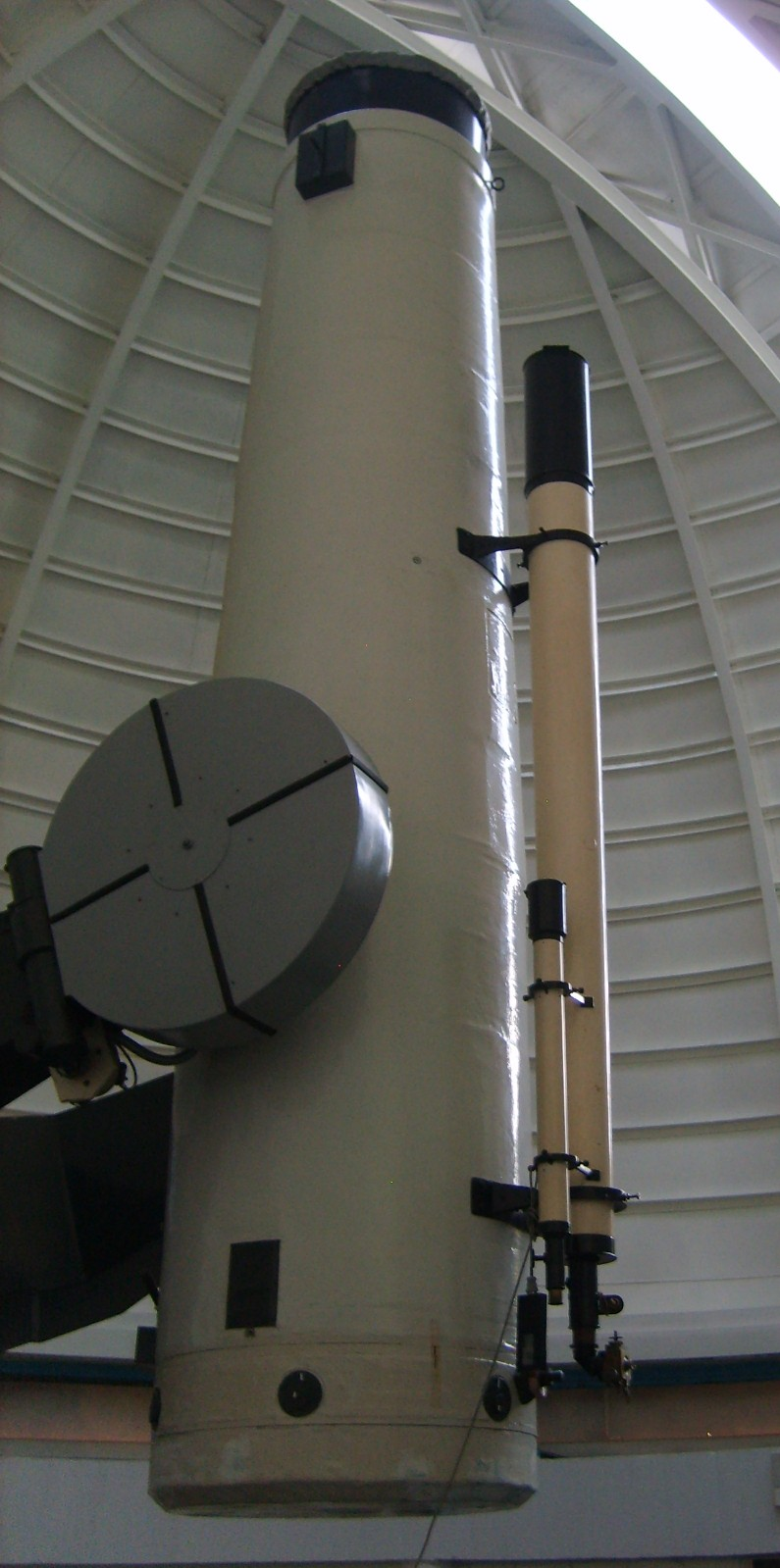
Cámara Schmidt en el OANTON

El Observatorio Astrofísico Nacional de Tonantzintla  (OANTON) se encuentra situado en el cerro de Tonantzintla, en el poblado de Santa María Tonantzintla municipio de San Andrés Cholula en el estado mexicano de Puebla.

## Historia
Se inauguró el 17 de febrero de 1942 por el presidente Manuel Ávila Camacho, en una ceremonia a la que acudieron destacados astrónomos y astrofísicos norteamericanos y europeos, alguno de ellos plasmó sus impresiones en un artículo publicado en una revista científica. Fue construido por iniciativa del astrónomo Luis Enrique Erro quien fue su primer director hasta 1947. A partir de 1948 fue dirigido por Guillermo Haro. Durante su época, el observatorio fue uno de los más importantes en América Latina y en el mundo gracias a esto se realizaron investigaciones muy importantes.

## Cámara de Schmidt
Gracias a la labor de Luis Enrique Erro, Carlos Graef Fernández, París Pishmish, Luis Rivera Terrazas, Guillermina y Graciela González se consiguió montar una cámara de Schmidt, telescopio catadióptrico que combina espejos y lentes en su diseño. Con la ayuda de este instrumento se lograron importantes estudios, tales como el análisis de los objetos Herbig-Haro.
En 1971 se creó el Instituto Nacional de Astrofísica, Óptica y Electrónica organismo que administra el OANTON.